# Centaurea wendelboi
Centaurea wendelboi — вид квіткових рослин родини айстрових (Asteraceae). Ареал: Оман, пд. Іран.